# Cultrinotus luanensis
Cultrinotus luanensis är en insektsart som beskrevs av Boris Petrovich Uvarov 1953. Cultrinotus luanensis ingår i släktet Cultrinotus och familjen Pamphagidae. Inga underarter finns listade i Catalogue of Life.